# Ann Mari Ström
Ann-Mari Ström, född 30 januari 1914 i Finska församlingen i Stockholm, död 12 september 2003 i Högalids församling i Stockholm, var en svensk skådespelare, teaterpedagog, kostymtecknare och konstnär.

## Biografi
Ann-Mari Ström var dotter till skådespelarna Albin Theodor Lindahl och Anna-Lisa Hellström.
Hon vare elev vid Göteborgs stadsteater 1940–1941 och anställd som skådespelare vid teatern 1942–1960. Vid sidan av sitt engagemang genomgick hon en kurs i modeteckning vid en reklamskola och en sykurs vid Femina samt bedrev självstudier under resor till bland annat Paris, Italien och England. Hon anställdes som kostymtecknare vid Stockholms stadsteater 1960 där hon i flera uppsättningar samarbetade med sin man. Ström var engagerad i teaterskolan Pickwickklubben i Göteborg. Hon är gravsatt i minneslunden på Lidingö kyrkogård.
Hon var gift första gången 1936 med skådespelaren Åke Söderblom, och andra gången från 1942 med regissören Carl Johan Ström samt mor till skådespelaren Lena Söderblom, kompositören och sångaren Ted Ström och konstnären Carl-Mikael Ström.

## Filmografi
- 1967 – Roseanna

## Teater

### Roller (ej komplett)
| År   | Roll           | Produktion                                                             | Regi           | Teater                                   |
| ---- | -------------- | ---------------------------------------------------------------------- | -------------- | ---------------------------------------- |
| 1947 | Fia-Charlotta  | Dagen slutar tidigt Ingmar Bergman                                     | Ingmar Bergman | Göteborgs stadsteater                    |
| 1947 | Lina           | Ett drömspel August Strindberg                                         | Olof Molander  | Göteborgs stadsteater, 13 september 1947 |
| 1949 |                | Brott och brott August Strindberg                                      | Knut Ström     | Göteborgs stadsteater, 22 januari 1949   |
| 1949 | Eunice Hubbell | Spårvagn till lustgården (A Streetcar Named Desire) Tennessee Williams | Ingmar Bergman | Göteborgs stadsteater                    |
| 1953 |                | I sista minuten (Gli ultimi cinque minuti) Aldo de Benedetti           | Helge Wahlgren | Göteborgs stadsteater, hösten 1953       |
| 1959 |                | Naken kvinna med violin (Nude with violine) Noël Coward                | Olof Bergström | Göteborgs stadsteater                    |

### Kostym
| År   | Produktion                                            | Upphovsmän                                                        | Regi                 | Teater                              |
| ---- | ----------------------------------------------------- | ----------------------------------------------------------------- | -------------------- | ----------------------------------- |
| 1962 | Akilles och jungfrurna Achilles i panny               | Artur Maria Swinarski                                             | Tore Karte           | Fredriksdalsteatern                 |
| 1962 | Party: Picknick på slagfältet Pique-nique en campagne | Fernando Arrabal Översättning Evert Lundström                     | Jackie Söderman      | Lilla Teatern                       |
| 1962 | Party: De tre hjältarna I tre bravi                   | Dario Fo Översättning Bertil Bodén                                | Jackie Söderman      | Lilla Teatern                       |
| 1962 | Party: Drömmar i Omsk                                 | Lars Forssell                                                     | Jackie Söderman      | Lilla Teatern                       |
| 1963 | Cyrano de Bergerac                                    | Edmond Rostand Översättning Harald Molander                       | Hans Abramson        | Uppsala stadsteater                 |
| 1963 | Lax, lax, lerbak                                      | Alf Henrikson                                                     | Carl Johan Ström     | Stockholms stadsteater              |
| 1964 | Match                                                 | Michel Fermaud Översättning Eva Tisell                            | Tom Dan-Bergman      | Lilla Teatern                       |
| 1966 | Sedan vi gått                                         | Lars-Levi Laestadius                                              | Lars-Levi Laestadius | Stockholms stadsteater              |
| 1968 | Bernardas hus La casa de Bernarda Alba                | Federico Garcia Lorca                                             | Bengt Ekerot         | Stockholms stadsteater              |
| 1969 | Den förgyllda lergöken                                | Emil Norlander                                                    | Lars Edström         | Stockholms stadsteater (scenografi) |
| 1969 | Spelman på taket Fiddler on the Roof                  | Sheldon Harnick, Joseph Stein och Jerry Bock                      | Henny Mürer          | Stockholms stadsteater              |
| 1972 | En lycklig tilldragelse Szczęśliwe wydarzenie         | Sławomir Mrożek                                                   | Lars Edström         | Stockholms stadsteater              |
| 1974 | Bröllopsfesten The Wedding Feast                      | Arnold Wesker Översättning Carl-Edvard Nattsén och Arne Rudskoger | Gun Arvidsson        | Stockholms stadsteater              |

## Radioteater

### Roller
| År   | Roll      | Produktion                           | Regi           |
| ---- | --------- | ------------------------------------ | -------------- |
| 1955 | Fru Lynge | Samhällets stöttepelare Henrik Ibsen | Helge Wahlgren |

### Fotnoter
1. ↑  Ann-Mari Ström på Gravar.se
2. ↑  Svenska Dagbladet, 23 juli 1936 sid. 2
3. ↑  ”Dagen slutar tidigt”. Stiftelsen Ingmar Bergman. http://ingmarbergman.se/verk/dagen-slutar-tidigt. Läst 16 oktober 2015.
4. ↑  ”Spårvagn till lustgården”. Stiftelsen Ingmar Bergman. http://ingmarbergman.se/verk/spårvagn-till-lustgården. Läst 17 oktober 2015.
5. ↑  ”Scenförändringar: Vårpjäser i Lilla London”. Dagens Nyheter:  s. 17. 23 april 1959. https://arkivet.dn.se/tidning/1959-04-23/109/17. Läst 26 september 2020.
6. ↑  ”Gösta Ekman och Åke Fridell spelar komedi i Hälsingborg”. Dagens Nyheter:  s. 13. 26 maj 1962. https://arkivet.dn.se/tidning/1962-05-26/141/13. Läst 27 juni 2018.
7. ↑  ”Picknick på slagfältet”. Musik- och Teaterbiblioteket. https://calmview.musikverk.se/CalmView/Record.aspx?src=CalmView.Performance&id=PERF14461&pos=52. Läst 19 juli 2025.
8. 1 2 3  Sven Barthel (26 november 1962). ”Lillan bjuder på party”. Dagens Nyheter:  s. 12. https://arkivet.dn.se/tidning/1962-11-26/11165-320/12. Läst 19 juli 2025.
9. ↑  ”De tre hjältarna”. Musik- och Teaterbiblioteket. https://calmview.musikverk.se/CalmView/Record.aspx?src=CalmView.Performance&id=PERF14473&pos=49. Läst 19 juli 2025.
10. ↑  ”Drömmar i Omsk”. Musik- och Teaterbiblioteket. https://calmview.musikverk.se/CalmView/Record.aspx?src=CalmView.Performance&id=PERF14463&pos=50. Läst 19 juli 2025.
11. ↑  S B-l (16 februari 1963). ”'Cyrano': Ännu lever den gamla paradhästen”. Dagens Nyheter:  s. 10. https://arkivet.dn.se/tidning/1963-02-16/46/10. Läst 28 maj 2018.
12. ↑  ”Match”. Musik- och Teaterbiblioteket. https://calmview.musikverk.se/CalmView/Record.aspx?src=CalmView.Performance&id=PERF14477&pos=56. Läst 20 juli 2025.
13. ↑  Sven Barthel (31 december 1964). ”Han, hon och fotbollen”. Dagens Nyheter:  s. 11. https://arkivet.dn.se/tidning/1964-12-31/11166-355/11. Läst 19 juli 2025.
14. ↑  ”Radioprogrammet”. Dagens Nyheter:  s. 32. 3 november 1955. https://arkivet.dn.se/tidning/1955-11-03/299/32. Läst 27 december 2021.